# NHKニュースあおもり845
NHKニュースあおもり845（エヌエイチケイニュースあおもりはちよんご）は、NHK青森放送局で平日夜に放送された『NHKニュース』のローカルニュース番組である。
以前はNHKニュース東北845がNHK仙台放送局から放送されていたが、次第に番組名はそのままで青森から放送することが多くなっていた。そのため現在の番組名に変更した。
2018年3月30日をもって放送終了。翌月からは「あっぷるワイド845」として放送。

## 放送時間
- 月曜日～金曜日　20:45～21:00（JST）

## キャスター
- 主に青森放送局のアナウンサーが交替で担当。